# 로드나인
로드나인은 대륙의 패권을 차지한 9명의 ‘LORD’와 대륙을 통일한 ‘THE ONE’을 중심으로 세계관과 이야기가 구성된다. 유저는 초대받은 대륙의 ‘LORD가 돼라‘ 라는 게임의 시나리오와 콘텐츠를 관통하는 직관적 목표를 가지고 다양한 마스터리와 어빌리티를 통해 경쟁/협동을 전제로 재미있게 플레이 할 수 있는 정통 MMORPG이다.

세계관
《오페르타 시대》 오르와 마법을 자유자재로 사용했던 거인들이 대륙의 패권을 장악하여 신처럼 숭배되었던 태초의 시대로, 영원할 것만 같았던 거인의 시대는 마레크라는 인간으로 인해 멸족하고 시대의 종말로 이어지게 되었다.
《페르녹스 시대》 오르페를 속여 검은 오르의 힘을 얻은 마레크는 숨겨왔던 광기를 펼치며 잔혹하고도 강경한 통치로 엘 세라 대륙에 페르녹스 시대를 불러왔다. 영혼 전승을 통해 제국을 영원히 통치하고자 했으나 최초의 로드 라디언트의 등장으로 그의 시대는 끝나게 되었다.
《에오스 시대》 마레크에게 버림받고 복수에 눈이 먼 오르페의 의해 이세계에서 초대 된 최초의 로드 라디언트의 등장. 라디언트는 당시 오르를 다룰 수 있었고, 그 힘으로 마레크의 제국을 몰락시키고 엘 세라 대륙과 오르의 해방을 이끌어냈다.
《정오의 전쟁》 라디언트가 돌연 사라지고 난 이후 가르바나는 욕심에 눈이 멀어 이니스 기사단의 최중요 세력을 모아 정오의 전쟁을 일으켰다. 결국, 아퀼라 라는 소년을 중심으로 결집된 아잠-히산이 가르바나 연합의 검은 가시 기사단을 궤멸시키며 전쟁은 막을 내린다.
《세루스 시대》 정오의 전쟁이 끝나고, 전란의 피해를 수습하면서 인류의 부흥이 도래한 지금. 그러나, 여전히 혼란의 잔재가 꿈틀대고 있으며 주인 없는 권좌를 차지하기 위해 혼란이 야기되고 있다. 남겨진 아홉명의 로드간의 갈등이 심화되는 와중에 새로운 세력들이 가세하면서 대륙의 혼란은 더욱 가중된다...